# Madona da Rosa (Rafael)
A Madona da Rosa  é uma pintura de 1518-1520, atualmente no Museu do Prado, em Madrid. Sua atribuição como por Rafael é incerta, e o envolvimento de Giulio Romano não pode ser excluído. A rosa e a porção inferior foram adicionadas posteriormente por um artista desconhecido. 